# Plaza París (Río de Janeiro)
La Plaza París es un espacio público ubicado en el barrio de Glória, en la ciudad de Río de Janeiro, Brasil. Fue construido en 1926 siguiendo un proyecto del urbanista francés Alfred Agache durante la gestión del alcalde Antônio Prado Júnior. Este proyecto reproducía el trazado de un típico jardín parisiense de la época, albergando en sus espacios un gran número de almendros además de obras de arte y esculturas.
La plaza se levantó sobre terrenos ganados al mar. En un principio iba desde las avenidas Rio Branco y Beira Mar hasta la rúa de Glória. Posteriormente fue acortada para dar lugar a la Plaza Marechal Deodoro da Fonseca. La plaza fue concebida como una joya de la belle époque. Durante la construcción del metro, la plaza fue completamente destruida. Su restauración y reinauguración se dio en 1992 cuando fue cercada con gradas para su preservación. 
Es un lugar muy frecuentado por deportistas y pedestres. Gracias a su piso de tierra batida, favorece los deportes de carrera. Cuenta en la actualidad con vigilancia policial durante el día y la noche.